# Soria
Soria je španělské město, hlavní město stejnojmenné provincie. Nachází se ve východní části provincie Kastilie a León. Soria se rozkládá na řece Douro. Žije zde přibližně 41 tisíc obyvatel. Ve městě působí fotbalový klub CD Numancia.

## Partnerská města
- Collioure, Francie
- Meharrize, Západní Sahara
- Toledo, Ohio